# 1795
Промислова революція •  Просвітництво • Російська імперія • Французька революція

## Геополітична ситуація
В Османській імперії султан Селім III (до 1807). Під владою османів перебувають Близький Схід та Єгипет, Середземноморське узбережжя Північної Африки, частина Закавказзя, значні території в Європі: Греція, Болгарія і Сербія. Васалами османів є Волощина та Молдова.
Священна Римська імперія охоплює, крім німецьких земель, Угорщину з Хорватією, Трансильванію, Богемію, Північну Італію. Імперію очолює Франц II (до 1835). В Пруссії править Фрідріх-Вільгельм II (до 1797).
У Французькій республіці почався період Директорії. Франція має колонії в Північній Америці та Індії. Король Іспанії — Карл IV (до 1808). Королівству Іспанія належать південь Італії, Нова Іспанія, Нова Гранада, Віцекоролівство Перу, Внутрішні провінції та Віцекоролівство Ріо-де-ла-Плата в Америці, Філіппіни. У Португалії королює Марія I (до 1816). Португалія має володіння в Бразилії, в Африці, в Індії, в Індійському океані й Індонезії. На троні Великої Британії сидить Георг III (до 1820). Британія має колонії в Північній Америці, на Карибах та в Індії.
Сполучені Штати Америки займають територію частини колишніх британських колоній. Президент США — Джордж Вашингтон. Територія на півночі північноамериканського континенту, що належить Великій Британії, розділена на Нижню Канаду та Верхню Канаду, територія на півдні та заході континенту належить Іспанії й Франції.
Припинила існування Республіка Об'єднаних провінцій Нідерландів, на її місці виникла Батавська республіка. Вона має колонії в Америці, Індонезії, на Формозі та на Цейлоні. Король Данії та Норвегії — Кристіан VII (до 1808), на шведському троні сидить Густав IV Адольф (до 1837). На Апеннінському півострові незалежні Венеційська республіка та Папська область. Річ Посполита припинила існування. Король Станіслав Август Понятовський зрікся трону. У Російській імперії править Катерина II (до 1796).
Україну розділено між двома державами. Королівство Галичини та Володимирії належить Австрії. Правобережжя, Лівобережжя та Крим належать Російській імперії. Задунайська Січ існує під протекторатом Османської імперії.
В Ірані при владі Каджари. Імперія Маратха контролює значну частину Індостану. Зростає могутність Британської Ост-Індійської компанії. У Бірмі править династія Конбаун. У Китаї володарює Династія Цін. У Японії триває період Едо.

## Події

### В Україні
- Унаслідок третього поділу Речі Посполитої Волинь та Холмщина опинилися в складі Російської імперії.
- Засновано місто Луганськ.
- Побачив світ перший український підручник з ботаніки

### У світі
- Французи здобули перемогу над військами Першої коаліції у Фландрській кампанії.
  - 16 січня французькі війська окупували Утрехт.
  - 18 січня в Амстердамі почалася Батавська революція. Штатгальтер Вільгельм V Оранський утік з країни.
  - 19 січня проголошено Батавську республіку.
  - 20 січня в Амстердам увійшли французькі війська.
  - 21 січня голландський флот у Ден Гельдері потрапив до рук французів.
- 5 квітня підписано Базельський мир між Францією та Пруссією.
- 23 квітня Швеція першою з монархій визнала Французьку республіку.
- 15 (26) квітня 1795 — російська імператриця Катерина ІІ видала Маніфест про приєднання Курляндії.
- 1 травня Камегамега I здобув перемогу над своїми супротивниками з острова Оаху й заснував Гавайське королівство.
- 31 травня у Франції скасовано Революційний трибунал.
- 8 червня помер французький дофін Людовик XVII. Титулярним королем Франції став Людовик XVIII.
- 22 липня підписано другий Базельський мир між Францією та Іспанією. Договір завершив Піренейську війну.
- 3 серпня підписано Грінвільський договір, що завершив Північно-західну індіанську війну.
- 22 серпня у Франції затверджено Конституцію III року.
- 28 серпня підписано Базельський мир між Францією та Гессен-Кассельським ландграфством.
- 11 вересня перський шах Ага Мохаммед Хан Каджар завдав поразки грузинському царю Іраклію II.
- 15 вересня британські війська захопили голландський Кейптаун.
- 28 вересня у Санкт-Петербурзі Росія, Велика Британія та Австрія утворили альянс проти Франції.
- 1 жовтня Французька республіка анексувала Австрійські Нідерланди.
- 5 жовтня (13 вандем'єра) війська під командою Поля Барраса та з Наполеоном Бонапартом як командувачем артилерії придушили роялістський заколот у Парижі.
- 24 жовтня відбувся Третій поділ Польщі.
- 2 листопада у Франції почалося правління Директорії.
- 25 листопада король Речі Посполитої Станіслав Август Понятовський формально зрікся трону.

### Наука та культура
- Карл Гаус розробив метод найменших квадратів.
- У Франції встановлено означення грама, як ваги кубічного сантиметра води при температурі плавлення льоду.
- У Франції засновано Бюро довгот.
- Засновано Інститут Франції.
- Засновано Гласневінський ботанічний сад, перший ботанічний сад в Ірландії.
- Джозеф Брама отримав патент на гідравлічний прес.
- Медаль Коплі отримав Джессі Рамсден.
- Знайдено рукопис «Слова о полку Ігоревім».

### Засновані
- Батавська республіка
- Гавайське королівство
- Капська колонія
- Віленська губернія
- Гродненська губернія
- Нова (Західна) Галичина
- Нова Сілезія
- Нова Східна Пруссія

### Зникли
- Велике князівство Литовське
- Республіка Об'єднаних провінцій Нідерландів
- Річ Посполита
- Буйонська республіка
- Гельдернське герцогство
- Голландське графство
- Брабантське герцогство
- Жмудське князівство
- Зеландське графство
- Люксембурзьке герцогство
- Утрехтська сеньйорія
- Фландрське графство

## Народились
див. також Категорія:Народились 1795
- 15 січня — Грибоєдов Олександр Сергійович, російський письменник і дипломат.
- 3 лютого — Антоніо Хосе де Сукре, латиноамериканський військовий діяч, маршал, борець за визволення Еквадору від іспанського панування, сподвижник Сімона Болівара, президент Республіки Болівія (1826—1828 рр.).
- 6 серпня — Генріх Розе (нім. Heinrich Rose), німецький хімік (пом. 1864).

## Померли
див. також Категорія:Померли 1795